# Balatonszentgyörgy
Balatonszentgyörgy je vas na Madžarskem, ki upravno spada pod podregijo Fonyódi Šomodske županije.